# Ball Packaging Europe
Ball Packaging Europe – jeden z czołowych europejskich producentów puszek do napojów. Przedsiębiorstwo zatrudnia ponad 2800 osób w 12 fabrykach, m.in. w Polsce, Wielkiej Brytanii, Niemczech, Francji, Holandii oraz Serbii.

## Historia
Firma Ball Packaging Europe została utworzona pod koniec 2002 roku, po przejęciu spółki Schmalbach-Lubeca GmbH przez amerykańską firmę Ball Corporation, która ostatecznie stała się największym producentem puszek spożywczych na świecie. Od pierwszego kwietnia 2003 roku Ball Packaging Europe jest oddziałem Ball Corporation i zarazem dostawcą opakowań metalowych do napojów, żywności oraz artykułów gospodarczych, a także techniki lotniczej i kosmicznej oraz innych technologii i usług.
Schmalbach-Lubeca powstała w 1898 roku w Brunszwiku w Niemczech. Założycielem był Johann Andreas Schmalbauch. Początkowo przedsiębiorstwo produkowało obudowane drewnem puszki stalowe. W 1951 roku Schmalbach wprowadził na niemieckim rynku pierwsze puszki do piwa.

## Siedziba i fabryki
Główna siedziba przedsiębiorstwa znajduje się w Zurychu, w Szwajcarii, gdzie podejmowane są wszystkie strategiczne decyzje. Biuro Ball Packaging Europe w Zurichu znajduje się w budynku Leutschentower w dzielnicy Oerlikon, gdzie zarząd BPE decyduje o innowacjach, funkcjach spółki, zaopatrzeniu, sprzedaży oraz marketingu. Poprzednia siedziba przedsiębiorstwa znajdowała się w Ratingen, w Niemczech. Obecnie znajduje się tam biuro administracyjne. Do jego obowiązków należą finanse, prawo, marketing oraz PR. W Centrum Technicznym Ball Packaging Europe w Bonn naukowcy i inżynierowie pracują nad poprawieniem jakości produktów, procesem produkcji oraz nad wprowadzeniem innowacji.
Fabryki
- Niemcy
- Francja
- Holandia
- Wielka Brytania
- Polska
- Serbia

## Produkty
Zakres produktów i usług oferowanych przez Ball Packaging Europe obejmuje dwuczęściowe puszki do napojów wyprodukowane z aluminium lub stali, przeznaczone do piwa, napojów gazowanych, bezalkoholowych, wody mineralnej, soków owocowych, kawy, napojów energetyzujących, drinków, jak również wina. Przedsiębiorstwo produkuje:
- puszki i butelki
- wieczka
- zakładki i zawleczki
- akcesoria